# The Tuskegee Airmen
The Tuskegee Airmen (br Prova de Fogo) é um telefilme estadunidense do gênero drama de guerra produzido em 1995 para o canal de TV HBO, e dirigido por Robert Markowitz. Baseado em eventos históricos sobre o primeiro esquadrão de negros a combater na Segunda Guerra Mundial pelo Estados Unidos.

## Sinopse
Em 1942 um grupo de negros lutam para conquistar suas asas no acampamento Tuskegee, nos Estados Unidos. Lá eles recebem rigoroso treinamento e a desconfiança de oficiais que questionam a capacidade destes homens de se tornarem pilotos. Após meses de treinamento, e um terço de desistências, centenas deles são encaminhados para o Marrocos onde recebem missões de ataque contra estações de trem e depósitos de munições, porém, raramente encontram aeronaves inimigas neste teatro distante da Europa. Após provarem sua capacidade de combate, são finalmente designados para a escolta de bombardeiros sobre o coração da Alemanha.

## Elenco
- Laurence Fishburne ... Capitão. Hannibal "Iowa" Lee, Jr.
- Allen Payne ... Comandante Walter Peoples
- Malcolm-Jamal Warner ... Leroy Cappy
- Courtney B. Vance	... Glenn
- Andre Braugher ... Coronel Benjamin O. Davis, Jr.
- Christopher McDonald ... Major Sherman Joy
- Daniel Hugh Kelly	... Coronel Rogers
- John Lithgow ... Senador Conyers
- Cuba Gooding, Jr.	... Billy "A-Train" Roberts
- Mekhi Phifer ... Comandante Lewis Johns